# Jagddegen
Der Jagddegen löste in der Renaissance das Jagdschwert zum Abfangen von Großwild ab. Häufig wurde er vom Pferd aus geführt. Im Gegensatz zum Jagdschwert besaß diese Blankwaffe eine schmalere Klinge und neben der Parierstange einen zusätzlichen Griffbügel als Handschutz. Später wurde diese Jagdwaffe zum kürzeren Hirschfänger weiterentwickelt.